# Прибутковий будинок Ф. А. Шенделя
Прибутковий будинок Ф. А. Шенделя — пам'ятка архітектурної спадщини та містобудування місцевого значення. Розташований в Олександрівському районі міста Запоріжжя.

## Розташування
Об'єкт розташований у південній частині Старого Олександрівська, по червоній лінії на західній стороні колишньої вулиці Катеринославської (за радянської окупації — вул. Горького, нині — вул. Поштова). Будинок орієнтований головним фасадом на трамвайну лінію. Нині є об'єктом у вуличній забудові, хоча первісно був однією з найпрезентабельніших будівель готельного типу в місті. Розпланувальна система — регулярна Ландшафт — рівнинний, зелені насадження відсутні.

## Історія
Будівлю зведено у 1911—1912 роках, як прибутковий будинок німецького підданого Фердинанда Августовича Шенделя, голови правління Олександрівського товариства взаємного кредиту, що розташовувався на Катеринославській вулиці (за радянської окупації — вул. Горького, з 2016 року — вул. Поштова). 
Будинок постав на місці збудованого у 1887—1888 роках кам'яної двоповерхової будівлі з підвалами, під металевим дахом, який згорів у 1911 році. Будівництво нового двоповерхового будинку в стилі модерн було завершено у 1912 році. 
Перший поверх будинку займали приміщення крамниць, де продавали різноманітні товари, такі як мануфактура, швейні машинки, велосипеди, ювелірні вироби тощо. На другому поверсі розташовувася колишній тризірковий готель «Росія», який вважався на той час найкращим у місті.
У 1922 році в приміщеннях будинку розташувався політвідділ дивізії. Того ж року будинок зайняв «Усельбудинок», про що засвідчив напис над центральним входом, що замінив попередній напис — «Отель Россія».
У 1927 році на базі майстерні комітету боротьби з безробіттям створена швейна фабрика й будівля почала використовуватися як виробнича споруда. З 15 квітня 1998 року будівля належить виробничому корпусу виробничо-торговельного підприємству «Селена».

## Культурна особливість
В історико-архітектурному плані пам'ятка є характерним прикладом стилю модерн у забудові старого міста, важливим естетичним елементом у формуванні однієї з центральних вулиць міста, чинником, що вплинув на розвиток культури, архітектури та містобудування цього населеного пункту. В історичному плані — один з найкращих готелів міста в передреволюційний період. Пам'ятка пов'язана з історичними подіями — розташуванням тут політвідділу дивізії Червоної армії, комітетом по боротьбі з безробіттям (1920-тi pp.)